# Felix von Hartmann
Felix von Hartmann (Münster, 15 december 1851 - Keulen, 11 november 1919), was een Duits geestelijke en kardinaal van de Rooms-Katholieke Kerk.
Hartman bezocht het seminarie in zijn geboortestad en studeerde vervolgens filosofie en godgeleerdheid aan de Universiteit van Münster. Hij ging vervolgens naar Rome waar hij studeerde aan de Pauselijke Gregoriaanse Universiteit. Aan het Pauselijke Athenaeum San Apollinare promoveerde hij in het canoniek recht. Hij werd op 19 december 1874 priester gewijd. Van 1875 tot 1880 was hij kapelaan van de Santa Maria dell'Anima in Rome. Van 1880 tot 1890 deed hij pastoraal werk in Münster. Ook was hij enkele jaren, van 1890 tot 1895, persoonlijk secretaris van de bisschop van Münster. In 1895 werd hij raadsman bij de diocesane curie van het bisdom Münster. In 1903 werd hij kanunnik van het Kathedrale Kapittel van de kathedraal van Münster. Hij werd in 1905 vicaris-generaal van het bisdom. In 1907 benoemde paus Pius X hem tot apostolisch protonotaris ad instar participantium. Het kapittel van Münster koos hem in 1911 tot nieuwe bisschop. In die hoedanigheid bevestigde paus Pius X hem. Een jaar later koos het kapittel van Keulen hem tot aartsbisschop aldaar.
Aartsbisschop Hartmann werd tijdens het consistorie van 25 mei 1914 kardinaal gecreëerd. Hij kreeg de San Giovanni a Porta Latina als titelkerk. Kardinaal Hartmann nam deel aan het conclaaf van 1914 dat leidde tot de verkiezing van Giacomo della Chiesa als paus Benedictus XV. Tijdens dat conclaaf waren de spanningen tussen de kardinalen uit de oorlogvoerende landen merkbaar. Zo kwam het tussen een openlijke botsing tussen Hartmann en de Belgische kardinaal Désiré-Joseph Mercier.
Kardinaal Hartmann werd begraven in de aartsbisschoppelijke crypte in de Dom van Keulen.

## Bron
- Biografische aantekening, met foto, op The Cardinals of the Holy Roman Church[dode link]